# NGC 3370
| Galáxia espiral NGC 3370 |                                                                  |
|                          |                                                                  |
| Dados do catálogo:       |                                                                  |
| Classificação do objeto: | Sc III                                                           |
| Brilho superficial       | 13,0                                                             |
| Massa (Sol=1)            | ----                                                             |
| Outras denominações:     | UGC 5887, MCG+03-28-008, H II-81, h 750, GC 2195, PGC 32207, etc |

NGC 3370 é uma galáxia espiral localizada a cerca de noventa e oito milhões de anos-luz (aproximadamente 30,04 megaparsecs) de distância na direção da constelação de Leão. Possui uma magnitude aparente de 11,7, uma declinação de +17º 16' 24" e uma ascensão reta de 10 horas, 47 minutos e 04,4 segundos.